# Рая, Андрес
Андрес Рая (эст. Andres Raja; род. 2 июня 1982, Ленинград) — эстонский легкоатлет, специалист по многоборьям. Выступал за сборную Эстонии по лёгкой атлетике в 2005—2014 годах, победитель Кубка Европы в личном и командном зачётах, четырёхкратный чемпион Эстонии в десятиборье, участник летних Олимпийских игр в Пекине.

## Биография
Андрес Рая родился 2 июня 1982 года в Ленинграде. Проходил подготовку в спортивной школе в Выру, был подопечным тренера Андрея Назарова.
Первого серьёзного успеха в лёгкой атлетике добился в сезоне 2005 года, когда впервые победил на чемпионате Эстонии в десятиборье, вошёл в состав эстонской национальной сборной и выступил на Кубке Европы по легкоатлетическим многоборьям в Быдгоще, где вместе со своими соотечественниками выиграл мужской командный зачёт.
В 2006 году вновь был лучшим на чемпионате Эстонии в десятиборье, тогда как на Кубке Европы в Арле получил бронзу.
На домашнем Кубке Европы 2007 года в Таллине стал шестым и пятым в личном и командном зачётах соответственно. На последовавшем чемпионате мира в Осаке с результатом в 7794 очка занял 16-е место.
В 2008 году показал шестой результат в семиборье на чемпионате мира в помещении в Валенсии, в десятиборье финишировал третьим на Кубке Европы в Хенгело. Благодаря череде удачных выступлений удостоился права защищать честь страны на летних Олимпийских играх в Пекине — набрал в сумме всех дисциплин десятиборья 8118 очков, расположившись в итоговом протоколе соревнований на 13-й строке (впоследствии в связи с дисквалификацией россиянина Александра Погорелова поднялся до 12-й позиции).
После пекинской Олимпиады Рая остался в составе легкоатлетической сборной Эстонии и продолжил принимать участие в крупнейших международных стартах. Так, в 2009 году он занял 11-е место в семиборье на чемпионате Европы в помещении в Турине, финишировал седьмым на Кубке Европы в Щецине, с личным рекордом в 8119 очков показал 15-й результат на чемпионате мира в Берлине.
В 2010 году вновь стал чемпионом Эстонии в десятиборье, выиграл командный зачёт домашнего Кубка Европы в Таллине, закрыл десятку сильнейших на чемпионате Европы в Барселоне.
В 2011 году отметился выступлением в семиборье на чемпионате Европы в помещении в Париже, но без результата досрочно завершил здесь выступление, позже стартовал на Кубке Европы в Торуне, где выиграл личный зачёт и стал вторым в командном зачёте. На чемпионате мира в Тэгу с результатом в 7982 очка занял итоговое 15-е место.
В 2013 году в четвёртый раз победил на чемпионате Эстонии в десятиборье. Помимо этого, поучаствовал в программе бега на 60 метров с барьерами на чемпионате Европы в помещении в Гётеборге — остановился уже на предварительном квалификационном этапе. На Кубке Европы по многоборьям в Таллине занял шестое место в личном зачёте и взял бронзу в командном зачёте.
На чемпионате Европы 2014 года в Цюрихе показал в десятиборье 18-й результат.